# Bergisuchus dietrichbergi
Bergisuchus dietrichbergi Kuhn, 1968 è un rettile estinto, appartenente ai crocodilomorfi. Visse nell'Eocene medio (circa 47 milioni di anni fa) e i suoi resti fossili sono stati ritrovati in Germania.

## Descrizione
Questo animale è noto solo per alcuni frammenti cranici, sufficienti tuttavia a metterlo in relazione con altri animali simili (i sebecosuchi) e quindi a ipotizzare una ricostruzione. Bergisuchus doveva essere un predatore di dimensioni medio/piccole, e probabilmente era dotato di lunghe zampe adatte alla locomozione terrestre. Il cranio era dotato di un rostro alto e relativamente corto, con lunghi denti compressi lateralmente e dai margini finemente seghettati. 

## Classificazione
Bergisuchus venne descritto per la prima volta nel 1968, sulla base di un rostro ritrovato nel Pozzo di Messel, a sud di Francoforte, in Germania. Un altro fossile (una mandibola), venne poi scoperto in una miniera di carbone nei pressi di Halle. Bergisuchus venne inizialmente considerato affine al sudamericano Sebecus. Successivamente venne attribuito alla famiglia Trematochampsidae nel 1988, poi classificato come un baurusuchide e infine posto in una famiglia a sé stante (Bergisuchidae) nell'ambito dei Sebecosuchia (Rossman et al., 2000). 
Bergisuchus è forse l'unico membro europeo dei sebecosuchi, un gruppo di coccodrilli terrestri tipicamente sudamericani. Il giacimento di Messel ha restituito i fossili di altri coccodrilli semiacquatici, come Asiatosuchus e Diplocynodon; al contrario di tutti questi animali, Bergisuchus doveva essere un predatore terrestre.